# قاعدة جافال
قاعدة جافال (بالإنجليزية: Javal's rule)‏ هي صيغةٌ رياضية تُستعمل لحساب اللابؤرية اعتمادًا على قراءات قياس القرنية [الإنجليزية]. يُعد هذا الحساب مهمًا في قياسات الأسطوانات العالية، عمومًا فوق -2.00 ديوبتر.
يُستخرج الحساب عبر ضرب فرق القوة بين خطي الطول في 1.25 وتحليل متوسط اللابؤرية العدسية وهو -0.50 ضرب 090.